# L'età breve
L'età breve è un romanzo di Corrado Alvaro, il primo volume della trilogia delle Memorie del mondo sommerso. L'opera è stata definita dalla critica letteraria «tra le più poetiche, intense e illuminanti» della letteratura del Novecento.

## Trama
Primo volume della trilogia delle “Memorie del mondo sommerso” (l'unico dei tre di cui vide la pubblicazione in vita), il romanzo narra la storia di Rinaldo Diacono (alter ego dell'autore), primogenito di Filippo, quest'ultimo un uomo dotato di straordinaria intelligenza e carisma, punto di riferimento di tutta la comunità di Corace, ma allo stesso tempo una personalità ambiziosa che, talvolta con tratti di spiccata megalomania, prospetta al figlio un grande futuro e ne traccia meticolosamente la strada. Filippo Diacono ha sempre intravisto nel primogenito, sin da piccolo, tutti i tratti dell’acume e dell’ingegno. Quanto bastava per indurlo a sviluppare nella sua mente un’idea ardita: mandare il figlio a studiare nel collegio di Villa Mondragone, un convitto nei pressi di Roma, frequentato dall’aristocrazia della capitale, per farne una persona colta, temuta e rispettata. L’ambizioso disegno di Filippo Diacono è destinato però a creare scompiglio e astio nel paese di Corace. Anche all’interno della stessa rete familiare. La moglie di Filippo Diacono apparteneva ai Giorgi, una famiglia di nobili origini, ma oramai decaduta e affogata nei debiti. E ciononostante, quanto mai sprezzante nei confronti di Filippo Diacono, per le sue umili origini e anche verso il suo primogenito, «perché i Giorgi non ammettevano che potesse nascere un ragazzo intelligente da un Diacono».
«Lo zio Giorgi guardò quel ragazzo la cui somiglianza col padre gli ripugnava, un Diacono, un ragazzo malcapitato perché non somigliava affatto alla madre, e sua madre era della sola famiglia intelligente che esistesse a Corace e nei suoi dintorni. Lo guardava compassionevolmente perché non apparteneva alla famiglia Giorgi, aveva tralignato, e disgraziatamente somigliava ai Diacono, che erano molto ambiziosi, ma senza sostanza né ponderazione». 
Ecco perché Rinaldo non poteva fallire. La rivalsa sociale che gli era stata prospettata in famiglia, a costo di duri sacrifici, non era soltanto sua. Ma serviva anzitutto a “indennizzare” il padre per le offese e le gravi umiliazioni subite: «”Chi vi ha offeso padre mio?” chiese Rinaldo. “Tutti.  E tu mi devi vendicare.  Tu devi tornare addottorato, con un paio di occhiali e con una nobile presenza. E quando ti parleranno col tu, allora tu risponderai col tu». 
Ma le ambizioni di Filippo Diacono vengono osservate con apprensione e nervosismo soprattutto da Nicola Oscuro. E, questa volta, non si tratta di invidie familiari.  Gli Oscuro sono la famiglia più ricca e potente di Corace. Ma la loro forza si è sempre retta su rapporti di classe feroci e su un incontrastato dominio sociale cementato dall’analfabetismo e dall’ignoranza della popolazione. Ecco perché le “speranze” riposte nel giovane Rinaldo inquietano i potenti del luogo. Agli occhi degli Oscuro, Filippo Diacono è l’uomo più pericoloso di Corace, in quanto artefice di una sollevazione che rischiava di travolgere l’ordine sociale nel paese: «prima, sapere era privilegio di pochi, ora sanno tutti; poi si mettono a pensare, ad avere delle idee, i libri guastano la testa, la penna è la rovina dell’uomo». E rivolgendosi minacciosamente a Filippo Diacono dirà: «tu dai un cattivo esempio a tutta la comunità ... tu mi stai portando la rivoluzione in paese, già molti pensano di fare gli studenti, e vedrai i pastori e i calzolai che manderanno i loro figli per farli addottorare; gente che non ha mai veduto altro che le pecore, cosa vuoi che capiscano di Giulio Cesare o di algebra».
Ma Filippo Diacono è irremovibile. La decisione è oramai stata assunta: il giovane Rinaldo lascerà Corace per andare a studiare in un collegio, scelto dal padre e da questi ritenuto il migliore, «sia per la sua vicinanza con la Capitale, sia per molti altri elementi, fra cui quello del papa alunno».
La realtà del collegio è però soffocante: una perversa commistione di regole rigide e condotte promiscue che agli occhi del piccolo Rinaldo avrebbero impietosamente svelato come anche il “sacro” può, in certi ambienti, nutrirsi di corruzione, perfidia, impurità. Nel giovane Diacono prendono corpo «pensieri di cose che si sciupano e si corrompono», perché «qui egli aveva per la prima volta l’impressione delle cose che decadono, del tempo che divora, degli elementi nemici; ora cominciava ad avere nozione della lotta contro il tempo, e quindi della lotta contro la corruzione e la fine, e quindi contro il brutto, il deforme, il guasto, e quindi contro tutto quello che si sciupa». Fatta eccezione di Padre Orbain, una delle poche figure virtuose ed esemplari del romanzo, il collegio è popolato da personalità ambigue ed equivoche, come l’infido Luisella o anche il Rettore (dietro cui si adombra la figura del grecista Lorenzo Rocci, ossessionato dal «fiore dell’innocenza» dei ragazzi ancora imberbi. Finanche le lezioni sono tenute da austeri sacerdoti che indottrinano i giovani allievi innestando in essi una concezione ferocemente misogina del mondo. Una concezione che vede nella donna l’origine del peccato, la causa di tutti i mali del mondo. Rinaldo, frastornato, decide di rifugiarsi nella lettura dei libri di poesie nei quali il mondo femminile è al centro di tanti componimenti e, soprattutto, se ne parla in modo diverso: «tutto parla della donna, al contrario di quello che si sente dire intorno». 
L’amore per la poesia e l’attrazione per il sesso femminile in Rinaldo si alimentano a vicenda. E sottraendosi al clima soffocante e inibente del collegio decide di violarne le regole. Inizia così l’immaginaria storia d’amore con Amanda (anche il nome è inventato). Una relazione platonica, vissuta sotto forma di carteggio epistolare, con una ragazza del luogo: quanto basta per espellere, senza esitazioni di sorta, Rinaldo dal collegio. La prestigiosa istituzione, celebrata nelle pagine iniziali del romanzo dal padre, si disvela così agli occhi del giovane Rinaldo, come un feroce vettore di ipocrisie morali e sociali. Un’istituzione ingiusta che scaccia il giovane Rinaldo, reo di aver scritto lettere con storie immaginarie, ma sempre prono a tollerare le violenze e i gravi abusi che si consumano nelle sue stanze. Un luogo intriso di perbenismo, spietato nei confronti dei poveri e accondiscendente verso i più ricchi. A tutto ciò Rinaldo aveva provato a difendersi come poteva. Spesso con goffe bugie: «Blondini gli chiese: "Che cosa fa tu padre?" Rinaldo rispose con una bugia, inventata sulla sua prima esperienza romana: "È repubblicano". Appena data questa riposta, gli si sfigurò l'immagine del padre, come se in quel momento egli capisse che cosa era davvero, e come se essere repubblicano costituisse un'occupazione».
Con il ritorno di Rinaldo a Corace ha inizio la seconda parte del romanzo. Per Filippo Diacono l’espulsione dal collegio del figlio è una sconfitta inaccettabile. Una disfatta che lo avrebbe esposto allo scherno feroce del parentado, degli Oscuro, dell’intero paese. Ma Filippo non si abbatte ed escogita un artificio, tanto menzognero quanto ingegnoso, che gli avrebbe consentito di trasformare una sconfitta annunciata in una vittoria realizzata. E dopo aver vestito il figlio come un “dottorino”, con occhiali (di cui non aveva bisogno), tuba, cravattino lo esibisce in paese come un trofeo vittorioso, e si reca a far visita nelle case dei signori di Corace, per suscitare invidia e ammirazione:  «Bisogna vestirlo bene. Non perché se lo meriti, ma perché deve comparire. Andremo a fare le visite di dovere». 
Filippo annuncia di avere un'importante notizia da comunicare e per renderla nota invita gli Oscuro e le personalità più eminenti del paese a pranzo a casa propria. La verità sull’espulsione di Rinaldo è però venuta a galla tra i paesani: «qualcosa doveva essere trapelato, ed era chiaro che il prete, o qualcuno per lui, è riuscito a ottenere notizie precise dal collegio di dove suo figlio era stato espulso». Filippo Diacono ne è consapevole: «ha capito che tra i suoi convitati c'era un'intesa contro di lui, cioè contro suo figlio». Ma ancora una volta non vuole darla vinta ai suoi “nemici”: «il suo potere di rendere favolose le cose prese il sopravvento, e levando il bicchiere, disse: “Bevo alla tua salute, figlio mio, che parti questa sera invitato in città per compiere studi particolari sotto un'alta protezione”».